# 光果江界柳
光果江界柳（学名：Salix kangensis var. leiocarpa）为杨柳科柳属下的一个变种。

## 扩展阅读
- 維基物種上的相關：光果江界柳